# Altensteinia longispicata
Altensteinia longispicata är en orkidéart som beskrevs av Charles Schweinfurth. Altensteinia longispicata ingår i släktet Altensteinia och familjen orkidéer.
Artens utbredningsområde är Peru. Inga underarter finns listade i Catalogue of Life.